# Robert Roždestvenskij
Robert Ivanovič Roždestvenskij, in russo  Ро́берт Ива́нович Рожде́ственский? (Kosicha, 20 giugno 1932 – Peredelkino, 19 agosto 1994), è stato un poeta russo.
Roždestvenskij, Voznesenskij, Evtušenko e la Achmadulina sono stati i pionieri di una poesia nuova in Unione Sovietica, tra gli anni Cinquanta e Sessanta, che andava oltre il Realismo socialista imposto dall'alto agli intellettuali da Stalin. Approfittando infatti della destalinizzazione avviata da Chruščёv, infatti, essi composero poesie esaltando le emozioni e perseguendo un ritorno alla poesia lirica.

## Biografia
Nacque in un villaggio del periferico Territorio dell'Altaj - il penultimo territorio russo che, andando verso est, confina con il Kazakistan - e, durante la guerra, poiché entrambi i genitori erano stati arruolati, dovette vivere in un orfanotrofio. Studiò a Petrozavodsk, nella Russia europea, e lì iniziò a comporre poesie. Lasciata l'università per assecondare le proprie tendenze letterarie, si recò a Mosca per iscriversi all'istituto letterario fondato da Maksim Gor'kij, il quale è considerato il padre del Realismo socialista, con il quale Roždestvenskij e i suoi amici poeti hanno poi rotto.
Nonostante tale rottura e la breve durata del periodo riformista di Chruščёv, Roždestvenskij non ebbe poi grossi problemi con il governo: anzi, nel 1979 gli fu conferito il Premio Lenin. Nel 1966 fu il primo poeta non-jugoslavo laureato nel Festival della poesia di Struga: in seguito, tale riconoscimento sarebbe stato concesso a poeti anche più famosi, ma solo altre due volte, sotto l'URSS, a poeti russi.
Nell'ottobre 1993 è stato uno dei 42 intellettuali che, rivolgendosi al governo nella Lettera dei 42, chiedevano una decisa svolta politica.